# Queensland vasúti közlekedése
Az ausztráliai Queensland állam vasúthálózatának hossza 8313 km, melyből 1000 km villamosított 25 kV 50 Hz AC áramrendszerrel. Itt alkalmaztak először a világon keskeny nyomtávot (1067 mm = 3 láb 6 inch = 42 inch) fővonalakon és ez a világ második legnagyobb keskeny nyomtávú vasúthálózata. Nemzeti vasúttársasága a Queensland Rail Limited.

## Főbb vasútvonalak
| Név                            | Angol név              | Főbb városok a vonalon                       | Hosszúság (km) | Nyomtáv (mm) |
| ------------------------------ | ---------------------- | -------------------------------------------- | -------------- | ------------ |
| Északi parti vonal             | North Coast Line (NCL) | Brisbane – Rockhampton – Townsville – Cairns | 1680           | 1067         |
| Nyugati vonal                  | Western line           | Brisbane – Toowoomba – Charleville           |                | 1067         |
| Középnyugati vonal             | Central Western line   | Rockhampton – Longreach – Winton             |                | 1067         |
| Nagy nyugati vonal             | Great Northern Railway | Townsville – Mount Isa                       |                | 1067         |
| Hátsági vonal                  | Tablelands line        | Cairns – Atherton – Forsayth                 |                | 1067         |
| Normanton–Croydon-vasútvonal   | Normanton railway      | Normanton – Croydon                          | 152            | 1067         |
| Brisbane–Gold Coast-vasútvonal |                        | Brisbane – Gold Coast                        |                | 1067         |
| Brisbane–Sydney-vasútvonal     |                        | Brisbane – Sydney                            |                | 1435         |

## Járműállomány

### Mozdonyok

#### Dízel
| - English Electric 1200 sorozat - English Electric 1250 sorozat - English Electric 1270 sorozat - English Electric 1300 sorozat - Goninan/IGE 1150 sorozat - Walkers/IGE 1170 sorozat - Clyde/GM 1550 sorozat - English Electric 1600 sorozat - English Electric 1620 sorozat - UGL Rail/GE 5000 sorozat - UGL Rail/GE 6000 sorozat - QGR/Stephenson-Hawthorns/Walkers – DL sorozat | - Clyde/GM 2300 sorozat - English Electric 2350 sorozat - Clyde/GM 2400 sorozat - Goninan/GE 2600 sorozat - Goninan/GE 2800 sorozat - Clyde/GM 1400 sorozat - Clyde/GM 1450 sorozat - Clyde/GM 1460 sorozat - Clyde/GM 1502 sorozat - Clyde/GM 1700 sorozat - Clyde/GM 1720 sorozat | - Clyde/GM 2100 sorozat - Clyde/GM 2250 sorozat - Clyde/GM 421 sorozat - Clyde/GM 422 sorozat - Clyde/GM 423 sorozat - Clyde/GM G sorozat - Clyde/GM X sorozat - EDI/EMD 4000 sorozat - EDI/EMD 4100 sorozat - Walkers/Caterpillar DH sorozat |

#### Villamos
- Comeng/Hitachi 3100/3200 sorozat
- Walkers/ABB 3500/3600 sorozat
- Clyde/Hitachi 3300/3400 sorozat

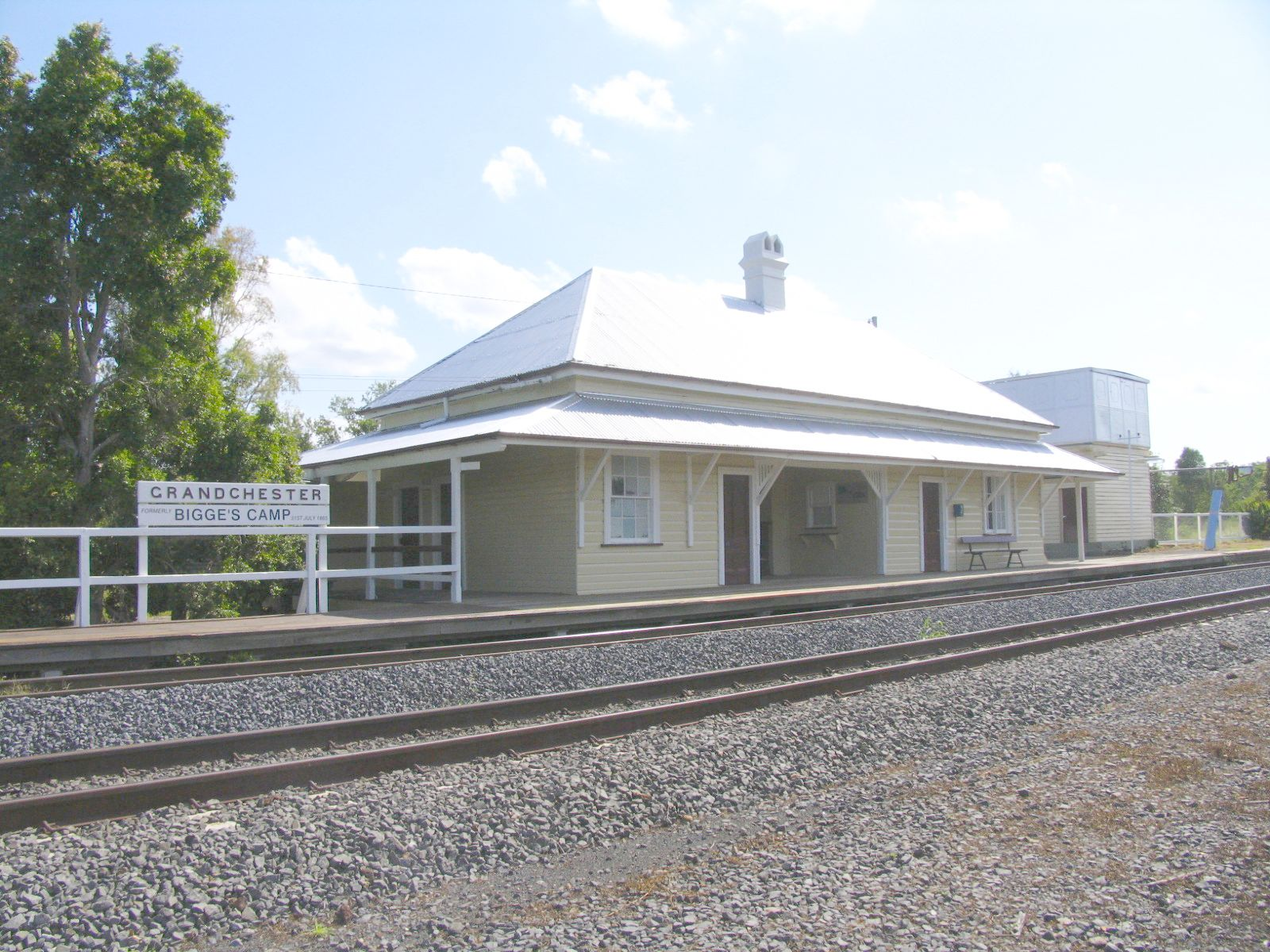
Grandchester vasútállomás

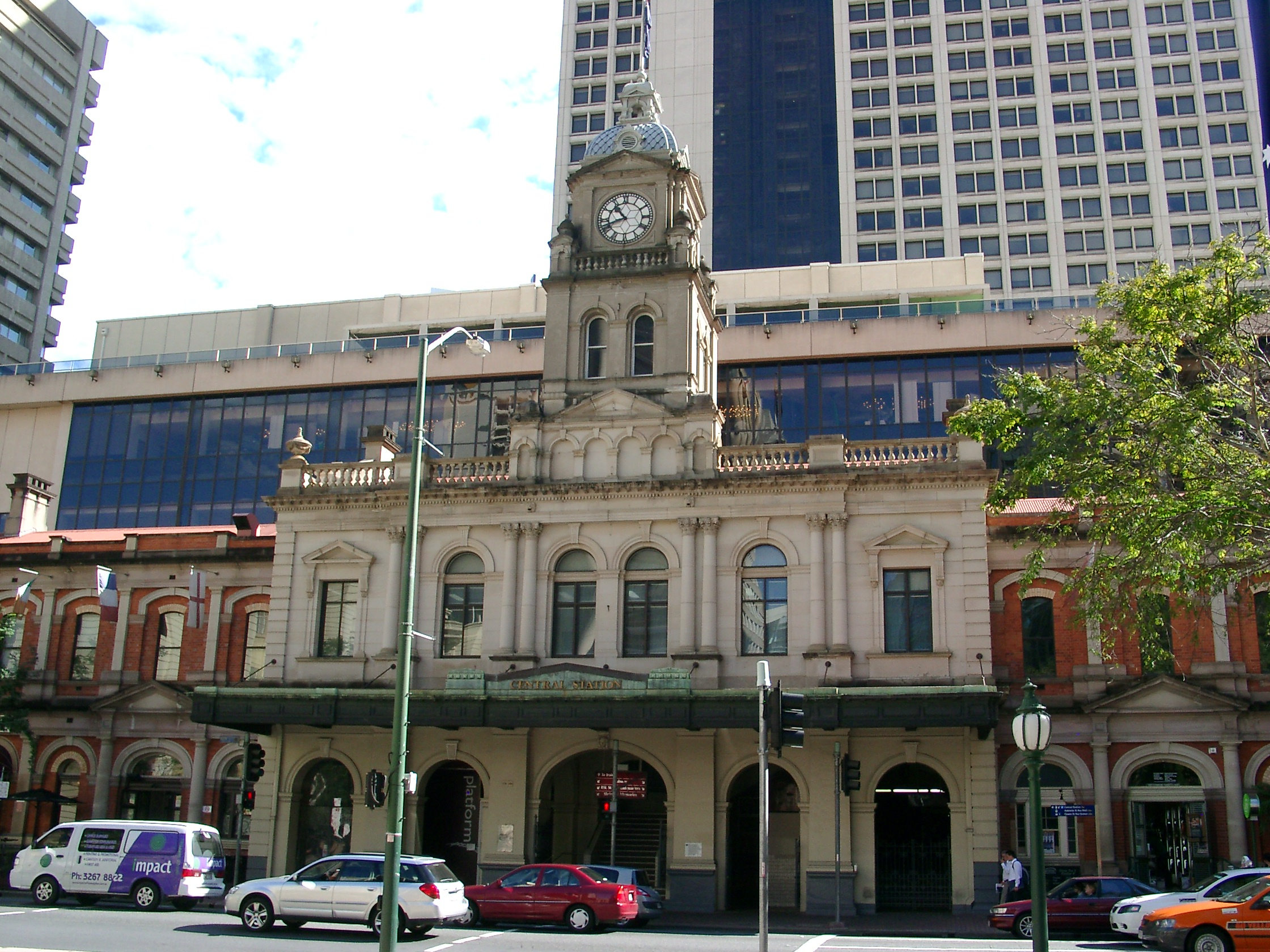
Brisbane központi pályaudvar

- United Group Rail/Siemens 3700 sorozat
- Walkers/ABB 3900 sorozat